# Army of the Pharaohs
Army of the Pharaohs est un groupe de hip-hop américain, originaire de Philadelphie, en Pennsylvanie. Il se forme autour du MC Vinnie Paz. Le groupe est fortement associé à d'autres groupes underground comme OuterSpace, Snowgoons, La Coka Nostra, Demigodz et Jedi Mind Tricks. Il change à de multiples reprises depuis sa formation.
Paz forme le groupe à la fin des années 1990 avec initialement Bahamadia, Chief Kamachi, Virtuoso, 7L & Esoteric, et d'un autre membre des Jedi Mind Tricks, Stoupe the Enemy of Mankind. Le groupe publie d'abord Five Perfect Exertions et War Ensemble en 1998, mais le groupe devient inactif pendant quelques années. Après quelques albums à succès publiés par Jedi Mind Tricks  et un nouveau contrat signé à Babygrande en 2003, Paz reforme le groupe, en ajoutant OuterSpace, Celph Titled, Reef the Lost Cauze, King Syze, Des Devious, et Apathy ; cependant, Stoupe, Bahamadia, et Virtuoso quittent le groupe. Babygrande publie Tear It Down et son premier album, The Torture Papers, en 2006. L'album suivant, Ritual of Battle, publié en 2007, voit les protégés de Jus Allah et JMT, Doap Nixon et Demoz, participer aux Pharaohs.
The Unholy Terror est publié le 30 mars 2010. L'album marque le retour d'Apathy et l'ajout de deux nouveaux membres, Block McCloud et Journalist. Deux chansons, Godzilla et Contra Mantra, sont publiées avant l'album. L'album marque également le départ de Chief Kamachi. Au début de 2011, Vinnie Paz annonce la date de sortie de leur nouvel album In Death Reborn pour 2012, mais la date est repoussée, voir presque annulée. Début 2012, le MC Zilla et Blacastan sont recrutés. In Death Reborn est finalement publié le 22 avril 2014, et fait participer Vinnie Paz, Apathy, Blacastan, Block McCloud, Celph Titled, Demoz, Des Devious, Doap Nixon, Esoteric, Lawrence Arnell, King Magnetic, King Syze, OuterSpace, Reef the Lost Cauze et Zilla. Leur cinquième album studio, Heavy Lies the Crown est publié le 21 octobre 2014.

## Biographie

### Origines (1998–2003)
Le groupe est originellement incarné par cinq MCs : Vinnie Paz, Chief Kamachi, Esoteric, Virtuoso et Bahamadia, et le producteur des Jedi Mind Tricks, Stoupe the Enemy of Mankind. Le groupe publie son premier EP/single The Five Perfect Exertions b/w War Ensemble en 1998. Ces chansons seront incluses dans l'album Violent by Design de Jedi Minds Tricks en 2000 ; avec The Five Perfect Exertions remixé sous le titre Exertions Remix, et Exertions et War Ensemble qui font participer Chief Kamachi. Le projet Army of The Pharaohs est mis de côté lorsque JMT se retire de la musique. En 2003, AOTP publie sa première compilation Rare Shit, Collabos and Freestyles.

### Torture PapersetRitual of Battle(2004-2007)
Le groupe ne revient pas avant 2005, sans Virtuoso et Bahamadia. Il se compose désormais de Paz, Kamachi, 7L & Esoteric, OuterSpace, Apathy, Celph Titled, Reef The Lost Cauze, Des Devious, King Syze et Faez One. Après quelques années d'anticipation, le groupe publie son premier album, The Torture Papers. Il est publié en mars 2006 au label Babygrande Records, et produit par des affiliés d'AOTP comme DC the MIDI Alien, Undefined, Beyonder, Loptimist, et le producteur allemand Shuko. L'album inclut les singles Tear It Down et Battle Cry. L'album atteint le top 50 des Top Independent Albums, et la 42e place des Heatseekers. Une suite non officielle de The Torture Papers est mise en ligne sur Internet et intitulée The Bonus Papers.
Army of the Pharaohs publie une autre mixtape en 2007, After Torture There's Pain. Il s'agit de la suite de leur premier album The Torture Papers. Leur deuxième album, Ritual of Battle, est publié le 25 septembre 2007. Le single extrait de Ritual of Battle, Bloody Tears, fait usage d'un sample pris de la bande-originale du jeu Castlevania. Le groupe ajoute quatre nouveaux membres pour l'enregistrement de l'album : Jus Allah, Doap Nixon, Demoz et King Magnetic. Apathy n'était pas disposé à enregistrer Ritual of Battle car concentré sur un autre projet aux côtés de Styles of Beyond.

### Départ de Kamachi Feud etThe Unholy Terror(2008-2010)
En 2008, Chief Kamachi de JuJu Mob quitte Army of the Pharaohs à cause de conflits avec Vinnie Paz et Apathy. Il publie un titre First Warning qui s'adresse à Paz et Apathy. L'histoire démarre vraisemblablement à cause d'un e-mail envoyé par Kamachi auquel Apathy a daigné répondre. Chief Kamachi explique concernant cet e-mail : « c'était rien de personnel, c'était plus ou moins une décision prise pour le business,. » Le 17 mai 2009, Apathy mentionne que le nouvel album d'AOTP est complètement achevé. The Unholy Terror est publié le 30 mars 2010.

### In Death RebornetHeavy Lies the Crown(depuis 2011)
Le 27 décembre 2011, Paz annonce la sortie prochaine de Army of the Pharaohs - In Death Reborn - 2012. Au début de 2012, V-Zilla et Blacastan (Demigodz) sont recrutés. L'album est programmé pour 2013. Pour la promotion de In Death Reborn, Vinnie Paz publie la mixtape The Flawless Victory le 2 mars 2014. Reef the Lost Cauz] publie un album collaboratif Fast Way avec le producteur Emyd le 9 mars 2014. 
Le 6 août 2014, Jedi Mind Tricks annonce sur son site web le deuxième album de l'année d'AOTP, Heavy Lies the Crown prévu pour octobre 2014, six mois après la publication de In Death Reborn.

## Discographie

### Albums studio
- 2006 : The Torture Papers
- 2007 : Ritual of Battle
- 2010 : The Unholy Terror
- 2014 : In Death Reborn
- 2014 : Heavy Lies the Crown

### EP
- 1998 : The Five Perfect Exertions

### Compilations
- 2003 : Rare Shit, Collabos and Freestyles
- 2010 : The Pharaoh Philes
- 2016 : The Best of Army of the Pharaohs